# Tanganoides acutus
Tanganoides acutus là một loài nhện trong họ Amphinectidae. Loài này phân bố ở Tasmanië.